# Lost Lake Resort
A área foi assimilada ao código postal 92225, que partilha com Blythe. Esta comunidade não-incorporada é uma área rural. Esta área faz parte de Lost Lake Directory Area que se situa do deserto de Mojave.
Esta comunidade faz parte de Colorado River Indian Reservation. A reserva foi estabelecida no dia 36 de Março de 1865. De acordo com a Base de Dados da Nacional Geographic, os residentes chamam-se Hualapai, Yavapai, Navajo, and Hopi.